# 남해 죽전 비자나무
남해 죽전 비자나무(南海 竹田 비자나무)는 대한민국 경상남도 남해군 남면 당항리에 있는 비자나무이다. 1997년 12월 31일 경상남도의 기념물 제200호로 지정되었다.

## 개요
비자나무는 우리나라의 내장산 이남과 일본에서 자란다. 나무의 모양이 아름다워 관상용으로 많이 이용되며, 열매는 구충제 및 변비 치료제나 기름을 짜는데 쓰인다.
남면 죽전마을의 마을 안길과 샘 사이에 서있는 죽전의 비자나무는 나이가 600년이 넘어 남해의 나무 중 가장 나이 많은 나무로 알려져 있다. 뿌리가 땅 밖으로 솟아나와 웅장한 모습이며, 나무 그늘 밑의 계곡은 휴식처 및 모임의 장소로 이용되고 있다.
남해 죽전의 비자나무는 남해군에서 가장 오래 된 나무로서 기념물로 지정하여 보호·보존하고 있다.

## 참고 자료
- 남해죽전비자나무 - 국가유산청 국가유산포털